# ذي الشارق (ذي السفال)

تعديل مصدري - تعديل

ذي الشارق محلة تابعة لقرية العكر، التابعة لعزلة الاشراف بمديرية ذي السفال إحدى مديريات محافظة إب في الجمهورية اليمنية، بلغ تعداد سكانها 36 حسب تعداد اليمن لعام 2004.